# Всеобщие выборы в Боливии (2025)
Всеобщие выборы 2025 года в Боливии состоялись 17 августа.
Поскольку ни один из кандидатов не одержал убедительной победы на президентских выборах, 19 октября 2025 года состоится второй тур между сенатором Родриго Пасом Перейрой и бывшим президентом Хорхе Кирогой. Агентство Reuters назвало результат выборов «сокрушительным ударом» по «Движению к социализму» Эво Моралеса, доминировавшему в политике страны на протяжении 20 лет, а также «сигналом об опасениях избирателей по поводу серьёзного сдвига вправо».

## Предыстория
Выборы проходят на фоне раскола внутри правящей партии «Движение к социализму» (ДС) между фракцией действующего президента Луиса Арсе «Обновляющий блок» и фракцией бывшего президента Эво Моралеса «Радикалы». Бывшие союзники рассорились после избрания Арсе на выборах 2020 года, когда Моралес, находившийся в изгнании из-за политических беспорядков, вызванных его попыткой переизбрания в 2019 году, вернулся из изгнания и попытался восстановить контроль над партией. В конце 2024 года и начале 2025 года нехватка товаров первой необходимости, включая бензин, дизельное топливо, основные продукты питания и лекарства, вызвала дальнейшее недовольство правительством Арсе. На фоне кризиса, 26 июня 2024 года была совершена попытка государственного переворота.
Правые политические партии сформировали блок «Единство», чтобы противостоять Арсе. Его кандидатами стали политик Сэмюэл Дориа Медина и экс-президент Хорхе Кирога Рамирес. Однако вскоре Кирога покинул альянс и выдвинул свою кандидатуру отдельно.
Моралес объявил о своём намерении баллотироваться в качестве кандидата от «Фронта победы» (ФП), несмотря на запрет на его повторное участие в президентских выборах Многонациональным конституционным трибуналом. Правительство отреагировало на это отменой регистрации ФП, сославшись на то, что он не смог преодолеть обязательный порог в 3 % на предыдущих выборах. 16 мая демонстранты, пытавшиеся зарегистрировать Моралеса в качестве кандидата, столкнулись с полицией в Ла-Пасе. Вместо Моралеса свою кандидатуру зарегистрировал его сторонник Андронико Родригес, председатель Палаты сенаторов.
14 мая 2025 года президент Арсе объявил, что отказывается баллотироваться на второй срок. Министр правительства Эдуардо Дель Кастильо был выдвинут правящим ДС кандидатом в президенты.
Несколько кандидатов, включая Кирогу и Чунга, зарегистрировали свои кампании под знамёнами второстепенных партий. «Революционный фронт левых» Кироги (FRI) и «Националистическое революционное движение» Чунга (MNR) исторически занимали идеологические позиции, отличные от позиций их кандидатов.

## Кандидаты
| № | Кандидат                                            | Должности | Субъект выдвижения                                                                   | Субъект выдвижения                 | Поддержка                          | Поддержка                                   | Напарник                     |
| - | --------------------------------------------------- | --- | ------------------------------------------------------------------------------------ | ---------------------------------- | ---------------------------------- | ------------------------------------------- | ---------------------------- |
|   | Эдуардо дель Кастильо род. 27 декабря 1988 (36 лет) | Министр правительства (2020—2025) |                                                                                      | Движение к социализму              | Движение к социализму              | Движение к социализму                       | Милан Берна                  |
|   | Сэмюэл Дориа Медина род. 4 декабря 1958 (66 лет)    | Министр планирования и координации (1991—1993) Кандидат в президенты в 2005, 2009 и 2014 годах                                               |                                                                                      | Единство                           |                                    | Фронт национального единства                | Хосе Луис Лупо               |
|   | Сэмюэл Дориа Медина род. 4 декабря 1958 (66 лет)    | Министр планирования и координации (1991—1993) Кандидат в президенты в 2005, 2009 и 2014 годах                                               | Мы верим                                                                             | Единство                           |                                    |                                             | Хосе Луис Лупо               |
|   | Сэмюэл Дориа Медина род. 4 декабря 1958 (66 лет)    | Министр планирования и координации (1991—1993) Кандидат в президенты в 2005, 2009 и 2014 годах                                               | Изменение 25                                                                         | Единство                           |                                    |                                             | Хосе Луис Лупо               |
|   | Сэмюэл Дориа Медина род. 4 декабря 1958 (66 лет)    | Министр планирования и координации (1991—1993) Кандидат в президенты в 2005, 2009 и 2014 годах                                               | Суверенитет и свобода                                                                | Единство                           |                                    |                                             | Хосе Луис Лупо               |
|   | Сэмюэл Дориа Медина род. 4 декабря 1958 (66 лет)    | Министр планирования и координации (1991—1993) Кандидат в президенты в 2005, 2009 и 2014 годах                                               | Патриотический социальный альянс                                                     | Единство                           |                                    |                                             | Хосе Луис Лупо               |
|   | Сэмюэл Дориа Медина род. 4 декабря 1958 (66 лет)    | Министр планирования и координации (1991—1993) Кандидат в президенты в 2005, 2009 и 2014 годах                                               | Движение без страха                                                                  | Единство                           |                                    |                                             | Хосе Луис Лупо               |
|   | Сэмюэл Дориа Медина род. 4 декабря 1958 (66 лет)    | Министр планирования и координации (1991—1993) Кандидат в президенты в 2005, 2009 и 2014 годах                                               | Альянс за единую и солидарную Боливию                                                | Единство                           |                                    |                                             | Хосе Луис Лупо               |
|   | Сэмюэл Дориа Медина род. 4 декабря 1958 (66 лет)    | Министр планирования и координации (1991—1993) Кандидат в президенты в 2005, 2009 и 2014 годах                                               | Молодые катаристы                                                                    | Единство                           |                                    |                                             | Хосе Луис Лупо               |
|   | Сэмюэл Дориа Медина род. 4 декабря 1958 (66 лет)    | Министр планирования и координации (1991—1993) Кандидат в президенты в 2005, 2009 и 2014 годах                                               | Мой душевный Оруро                                                                   | Единство                           |                                    |                                             | Хосе Луис Лупо               |
|   | Сэмюэл Дориа Медина род. 4 декабря 1958 (66 лет)    | Министр планирования и координации (1991—1993) Кандидат в президенты в 2005, 2009 и 2014 годах                                               | Вперёд Боливия                                                                       | Единство                           |                                    |                                             | Хосе Луис Лупо               |
|   | Сэмюэл Дориа Медина род. 4 декабря 1958 (66 лет)    | Министр планирования и координации (1991—1993) Кандидат в президенты в 2005, 2009 и 2014 годах                                               | Ряд общественных организаций                                                         | Единство                           |                                    |                                             | Хосе Луис Лупо               |
|   | Джонни Фернандес род. 21 марта 1964 (61 год)        | Мэр Санта-Крус-де-ла-Сьерра (1995—2002, 2021-н. в.) Кандидат в президенты в 2002 году                                                        |                                                                                      | Народная сила                      |                                    | Солидарность гражданского единства          | Фелипе Киспе                 |
|   | Джонни Фернандес род. 21 марта 1964 (61 год)        | Мэр Санта-Крус-де-ла-Сьерра (1995—2002, 2021-н. в.) Кандидат в президенты в 2002 году                                                        | Движение народных организаций                                                        | Народная сила                      |                                    |                                             | Фелипе Киспе                 |
|   | Родриго Пас Перейра род. 22 сентября 1967 (57 лет)  | Сенатор от Тарихи (2020-н. в.) Мэр Тарихи (2015—2020) Член Палаты депутатов от Тарихи (2002—2009)                                            |                                                                                      | Христианско-демократическая партия | Христианско-демократическая партия | Христианско-демократическая партия          | Эдман Лара                   |
|   | Хорхе Кирога Рамирес род. 5 мая 1960 (65 лет)       | 62-й президент Боливии (2001—2002) 36-й вице-президент Боливии (1997—2001) Министр финансов (1992) Кандидат в президенты в 2005 и 2014 годах |                                                                                      | Свобода                            |                                    | Революционный фронт левых                   | Хуан Пабло Веласко           |
|   | Хорхе Кирога Рамирес род. 5 мая 1960 (65 лет)       | 62-й президент Боливии (2001—2002) 36-й вице-президент Боливии (1997—2001) Министр финансов (1992) Кандидат в президенты в 2005 и 2014 годах | Социал-демократическое движение                                                      | Свобода                            |                                    |                                             | Хуан Пабло Веласко           |
|   | Манфред Рейес Вилья род. 19 апреля 1955 (70 лет)    | Мэр Кочабамбы (1994—2000, 2021-н. в.) Префект Кочабамбы (2006—2008) Кандидат в президенты в 2002 и 2009 годах                                |                                                                                      | Автономия Боливии — Сумате         | Автономия Боливии — Сумате         | Автономия Боливии — Сумате                  | Хуан Карлос Медрано          |
|   | Павел Арасена Варгас                                | Инжинер |                                                                                      | Свобода и прогресс                 |                                    | Националистическое демократическое действие | Виктор Уго Нуньес дель Прадо |
|   | Павел Арасена Варгас                                | Инжинер | Мы все Пандо                                                                         | Свобода и прогресс                 |                                    |                                             | Виктор Уго Нуньес дель Прадо |
|   | Павел Арасена Варгас                                | Инжинер | Автономные национальности за перемены и революционное расширение прав и возможностей | Свобода и прогресс                 |                                    |                                             | Виктор Уго Нуньес дель Прадо |
|   | Андронико Родригес род. 11 ноября 1988 (36 лет)     | Председатель Палаты сенаторов (2020-н. в.) Сенатор от Кочабамбы (2020-н. в.)                                                                 |                                                                                      | Народный альянс                    |                                    | Третье системное движение                   | Мариана Прадо                |
|   | Андронико Родригес род. 11 ноября 1988 (36 лет)     | Председатель Палаты сенаторов (2020-н. в.) Сенатор от Кочабамбы (2020-н. в.)                                                                 | Социалистическая революционная партия                                                | Народный альянс                    |                                    |                                             | Мариана Прадо                |
|   | Андронико Родригес род. 11 ноября 1988 (36 лет)     | Председатель Палаты сенаторов (2020-н. в.) Сенатор от Кочабамбы (2020-н. в.)                                                                 | Автономистское движение за работу и стабильность                                     | Народный альянс                    |                                    |                                             | Мариана Прадо                |

### Снялись с выборов
| Кандидат                             | Должности                                                                                           | Субъект выдвижения | Субъект выдвижения                | Напарник     |
| ------------------------------------ | --------------------------------------------------------------------------------------------------- | ------------------ | --------------------------------- | ------------ |
| Эва Копа род. 3 января 1987 (38 лет) | Мэр Эль-Альто (2021-н. в.) Председатель Палаты сенаторов (2019—2020) Сенатор от Ла-Паса (2015—2020) |                    | Движение национального обновления | Хорхе Рихтер |
| Фидель Тапиа Самбрана                | |                    | Новое патриотическое поколение    | Эдгар Уриона |

## Опросы общественного мнения

Кривая опросов к первому туру президентских выборов:

| Даты                   | Опрос провёл                        | Выборка |                       |                        |                          |                                        |                                                |                                |                                     |                                        |                                               |                                         | Пустой бюллетень | Испортят бюллетень | Не определились |
| Даты                   | Опрос провёл                        | Выборка | Дориа Медина Единство | Кирога Рамирес Свобода | Родригес Народный альянс | Рейес Вилья Автономия Боливии — Сумате | Пас Перейра Христианско-демократическая партия | Джонни Фернандес Народная сила | Дель Кастильо Движение к социализму | Копа Движение национального обновления | Тапиа Самбрана Новое патриотическое поколение | Павел Арасена Варгас Свобода и прогресс | Пустой бюллетень | Испортят бюллетень | Не определились |
| ---------------------- | ----------------------------------- | ------- | --------------------- | ---------------------- | ------------------------ | -------------------------------------- | ---------------------------------------------- | ------------------------------ | ----------------------------------- | -------------------------------------- | --------------------------------------------- | --------------------------------------- | ---------------- | ------------------ | --------------- |
| Даты                   | Опрос провёл                        | Выборка |                       |                        |                          |                                        |                                                |                                |                                     |                                        |                                               |                                         | Пустой бюллетень | Испортят бюллетень | Не определились |
| 11-13 августа 2025     | AtlasIntel                          | 1 916   | 18,0                  | 22,3                   | 11,4                     | 4,0                                    | 7,5                                            | 2,6                            | 8,1                                 | —                                      | —                                             | 3,1                                     | 14,6             | 14,6               | 8,4             |
| 27 июля-3 августа 2025 | Captura Consulting/Red Uno          | 2 500   | 21,6                  | 20,0                   | 7,2                      | 9,7                                    | 6,4                                            | 2,0                            | 2,0                                 | 0,4                                    | —                                             | 0,7                                     | 5,0              | 10,6               | 14,4            |
| 25-27 июля 2025        | Ipsos CIESMORI/UNITEL               | 2 500   | 21,5                  | 19,6                   | 6,1                      | 8,3                                    | 4,3                                            | 1,8                            | 2,1                                 | 0,4                                    | —                                             | 0,3                                     | 8,1              | 13,6               | 12,4            |
| 5-7 июля 2025          | Ipsos CIESMORI/UNITEL               | 2 500   | 18.7                  | 18.1                   | 11.8                     | 8.2                                    | 3.2                                            | 2.5                            | 2.3                                 | 0.6                                    | 2.4                                           | 0.2                                     | 8.2              | 12.5               | 11.3            |
| 10-20 июня 2025        | Captura Consulting/Red Uno-Cadena A | 2 500   | 19.6                  | 16.6                   | 13.7                     | 8.8                                    | 6.4                                            | 3.8                            | 1.4                                 | 1.1                                    | 0.7                                           | –                                       | 5.0              | 7.4                | 15.5            |
| 7-14 июня 2025         | SPIE/El Deber                       | 2 500   | 24.0                  | 22.1                   | 14.7                     | 9.4                                    | 5.6                                            | 2.6                            | 1.7                                 | 1.4                                    | 0.7                                           | 0.6                                     | 9.8              | 4.5                | 3.0             |
| 22-26 мая 2025         | Ciemcorp                            | 2 500   | 19.1                  | 18.4                   | 14.2                     | 7.9                                    | 4.3                                            | 3.7                            | 2.3                                 | 1.7                                    | 1                                             | 0.5                                     | 6.5              | 10.5               | 10              |

### Комментарии
1. ↑  Кандидат в вице-президенты
2. ↑  Кандидат в вице-президенты